# Педросільйо-ель-Рало
Педросільйо-ель-Рало (ісп. Pedrosillo el Ralo) — муніципалітет в Іспанії, у складі автономної спільноти Кастилія-і-Леон, у провінції Саламанка. Населення — 135 осіб (2010).
Муніципалітет розташований на відстані близько 170 км на північний захід від Мадрида, 14 км на північний схід від Саламанки.

## Демографія
Динаміка населення (INE ):

## Зовнішні посилання
- Провінційна рада Саламанки: індекс муніципалітетів [Архівовано 23 квітня 2009 у Wayback Machine.]
- Посилання на Google Maps